# Новик (есмінець)

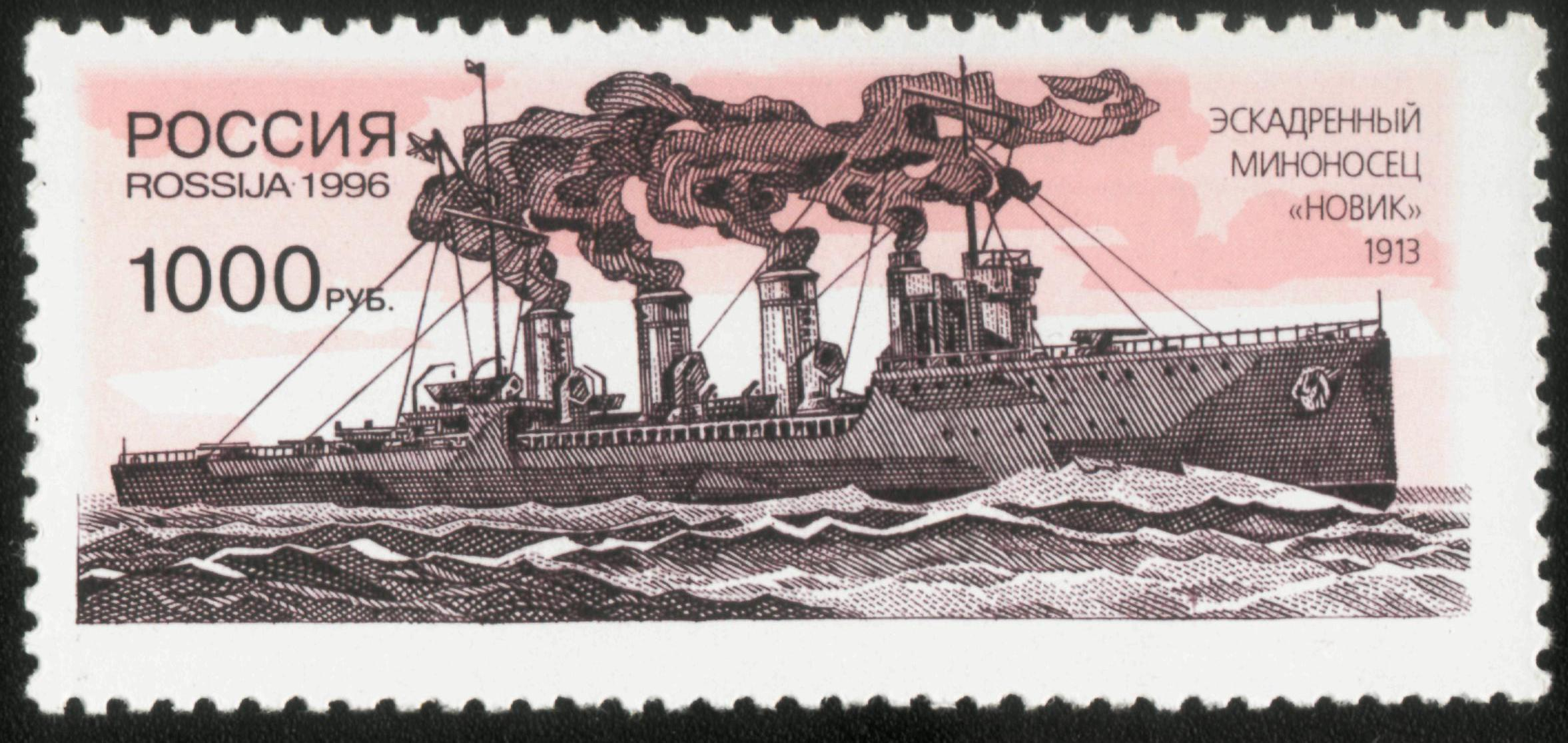
Есмінець на російській марці 1996 року

«Яків Свердлов» (рос. Яков Свердлов); до 13 липня 1926 року «Нови́к» (рос. Новик, Новикъ) — ескадрений міноносець Російського флоту. Спроектований і побудований на кошти «Особливого комітету з посилення військового флоту на добровільні пожертвування». Перший передсерійний корабель. Серійні есмінці — «Новики» — будувалися по перероблених проектах. На російських верфях, в 1911—1916 рр., в 6 типових варіантах, всього заклали 53 кораблі. До початку Першої світової війни був найкращим кораблем у своєму класі, послужив світовим зразком при створенні ескадрених міноносців воєнного та повоєнного покоління. Перший есмінець російської будови з паротурбінними двигунами і котлами високого тиску, які опалювалися тільки рідким паливом.

## Проектування
Досвід російсько-японської війни показав зростання ролі мінно-торпедної зброї, яка широко застосовувалася в ході бойових дій. Міноносці широко використовувалися обома воюючими сторонами і зарекомендували себе як універсальні кораблі, які виконували не тільки торпедні атаки і розвідувально-дозорну службу, а й мінні постановки, і навіть підтримували приморський фланг сухопутних військ. У ході війни на кошти зібрані «Особливим комітетом з посилення військового флоту на добровільні пожертвування» були замовлені 18 мінних крейсерів, які були збільшеною версією стандартних 350-тонних міноносців, що складали основу мінних сил. Хоча мінні крейсера були більш досконалими кораблями зі збільшеною до 600—700 тонн водотоннажністю, поліпшеним мореплавством і посиленим озброєнням, але все ж вони не могли повною мірою виконувати завдання по супроводженню великих кораблів при будь-якому стані моря. У підсумку після всіх фінансових розрахунків з заводами у «Особливого комітету» виявилися нереалізованими понад 2 млн рублів, які було вирішено витратити на будівництво корабля, в якому в повній мірі був би врахований досвід війни.
З ініціативи «Особливого комітету» у грудні 1905 р. Морський технічний комітет (МТК) провів нараду з цього приводу. Головував колишній командувач 2-ї Тихоокеанської ескадри З. П. Рожественський. На нараді вирішувалося питання про розвиток мінних сил. Частина учасників пропонувала будівництво мінних крейсерів збільшеної водотоннажності, а інша — малих міноносців прибережної оборони. Більшість (14 проти 9) висловлювалася за будівництво мінних крейсерів. Основні характеристики пропонувалися на наступному рівні: швидкість 28-30 вузлів, озброєння з шести — восьми довгоствольних гармат (2×120-мм, 6×47-мм або 4×75-мм), чотири кулемети, 3 450-мм мінних апарати, парові котли з нафтовим опаленням, дальність не менше 3000 миль на 12 вузлах. Пропозицію Рожественського обмежити водотоннажність рівнем 750 тонн прийнято не було. Питання про тип машинної установки залишилося відкритим, хоча присутні на нараді інженери-механіки висловлювалися за парові турбіни. Особлива увага приділялася забезпеченню непотоплюваності, міцності корпусу і відсутності вібрацій на повному ходу. В результаті остаточне рішення ухвалено не було, але його можна вважати відправною точкою для розробки турбінних ескадрених міноносців нового типу.
Влітку 1907 р. «Особливий комітет», який не отримав ніяких офіційних вказівок від Морського відомства щодо вирішення цієї проблеми, утворив технічну комісію з вироблення завдань на проектування швидкохідного турбінного міноносця. Оперативно-тактичне завдання (ОТЗ) на розробку проекту перспективного 36-вузлового паротурбінного мінного крейсера розробив російський Морський генеральний штаб, вперше в світі визначивши його як багатоцільовий мінно-торпедно-артилерійський корабель, призначений для розвідки, постановки мінних загороджень у відкритому морі і крейсерських набігових операцій…. Особливу увагу МГШ акцентував на швидкості, дальності плавання і мореплавства майбутнього корабля. Він повинен був виконувати бойові завдання у відкритому морі при вітрі у 8-9 балів і хвилюванні 7-8 балів, мати швидкість 35 вузлів і дальність близько 1800 миль (86 годин безперервного ходу на 21 вузлах). Водотоннажність обмежувалася у 1000 тонн. Озброєння — дві 120 мм гармати і два спарених 450-мм торпедних апарати (2 запасні торпеди на верхній палубі).
Технічні умови для проектування були розроблені Морським Технічним комітетом (МТК) під керівництвом видатних вчених-кораблебудівників О. М. Крилова, І. Г. Бубнова і Г. Ф. Шлезингера. Умови були такі: водотоннажність 1000 т, швидкість при повному навантаженні 33 вузли, озброєння з двох 120-мм гармат, 4 кулеметів і трьох 450-мм мінних апаратів, головна енергетична установка — турбіни Парсонса. 11 лютого 1908 р. «Особливий комітет» відправив ці умови ряду суднобудівних заводів з проханням повідомити у дводенний термін вартість і терміни будівництва подібного корабля. Отримані відповіді показали, що поставлена задача є складною для вирішення, і, головне, заводи не висловили бажання займатися цією проблемою без гарантії отримання замовлення на будівництво.
У зв'язку з проблемами які виникли було вирішено оголосити міжнародний конкурс на проектування «міноносця 36-вузлової швидкості» з правом надання заводу-переможцю такого замовлення. Запрошення були розіслані в середині 1908 р., а з жовтня від них стали надходити проекти корабля. У січні 1909 р. комісія підвела підсумки. Розглядалися проекти чотирьох російських заводів (іноземні були відкинуті ще на попередньому етапі як ті, що не відповідають умовам конкурсу): Адміралтейського, Крейтона, Невського і Путиловського. У підсумку переможцем був визнаний проект Путилівського заводу, розроблений під керівництвом інженерів Д. Д. Дубицького (по механічній частині) і Б. О. Василевського (по суднобудівній частині).
Рішення про передачу замовлення на будівництво Товариству Путиловських заводів затверджено на загальних зборах «Особливого комітету» 4 липня 1909 р., і 29 липня представниками заводу та комітету був підписаний договір. Корабель належало пред'явити до випробувань протягом 28 місяців з дня підписання договору і здати в казну не пізніше 1 серпня 1912 року. За будівництво «Особливий комітет» зобов'язувався заплатити 2 млн. 190 тис. руб. Детально обговорювалися умови випробувань і штрафи за перевищення поглиблення, недобір швидкості і недостатню остійність.
Робоче проектування здійснювалося у 1909—1910 роки, Путиловським заводом спільно з німецькою фірмою «Вулкан», яка взяла на себе зобов'язання спроектувати, виготовити і встановити на корабель потужну і компактну трьохвальну котлотурбінну установку, яка в значній мірі визначає можливість реалізації проектних тактико-технічних вимог. Проектування здійснювали групи під керівництвом вищезазначених Д. Д. Дубицького (по механічній частині) і Б. О. Василевського (по суднобудівній частині). Спостереження за будівництвом було покладено на підполковника Корпусу корабельних інженерів (ККІ) М. В. Лєснікова та штабс-капітана ККІ В. П. Костенко, по механічній частині — штабс-капітан Корпуса інженер-механіків флоту (КІМФО) Г. К. Кравченко, старший будівельник К. А. Теннісон.

## Побудова і випробування
У 1910 році, коли напередодні закладки корабля, вирішувалося питання про включення його до облікового складу Балтійського флоту, герой російсько-японської війни, начальник морських сил Балтійського моря — віце-адмірал М. О. Ессен, особисто звернувся до Імператора з проханням присвоїти новітньому російському «мінному крейсеру» назву «Новік», в пам'ять про крейсер 2-го рангу («легкий міноносний крейсер»), яким він командував в 1902—1904 роках.
Корабель був закладений в 19 липня 1910 року на Путилівському заводі в Петербурзі в присутності морського міністра І. К. Григоровича, 4 квітня 1911 року зарахований до списків БФ, спущений на воду 21 червня 1911 року.
1 травня 1912 року вступив у кампанію. 17 травня на мірній милі біля острова Вульф була розвинена швидкість в 35,8 вузла, тобто недобір до контрактної швидкості склав 0,2 вузла. Незважаючи ні на заміну гвинтів, і на ретельне регулювання системи нафтового опалення, на пробігах 18 червня та 1 липня контрактну швидкість розвинути не вдалося (середня швидкість 35,85 вузлів). Після вторинної заміни гвинтів 30 липня есмінець розвинув 35,275 вузла. У підсумку комісія визнала неможливим виконання контрактних умов при даному стані головної енергетичної установки. Тому фірма «Вулкан», яка є її виробником, щоб не втратити обличчя і придбати додатковий досвід у проектуванні, виробництві та випробуваннях машинної установки корабля, що не має аналогів ні в одному з флотів світу, запропонувала за свій рахунок провести комплекс робіт, щодо збільшення поверхні нагрівання котлів, заміну живильних донок і вентиляторів. Пропозиція була прийнята і роботи намічені на літо 1913 року.
28 — 30 серпня в районі о. Бьорк провели випробування торпедного озброєння як на стоянці, так і на швидкостях 18—34 вузлів. У підсумку комісія постановила встановити дзвінки, і спеціальні покажчики, так як на великій швидкості свист вітру і шум вентиляторів заглушав команди. 5—6 вересня випробовувалися на міцність підкріплення під гармати — залишкових деформацій не спостерігалося. З осінніх походів встановили, що корабель має надмірну метацентричну висоту (0,8—1,13 м) і поривчасту качку. Путилівський завод для вирішення проблеми пропонував встановити цистерни Фрама, вказуючи, що бічні килі зменшать швидкість приблизно на 1,5 вузла.
Навесні корабель підготували до переходу в Німеччину, знявши зброю і вивантаживши боєзапас. 17 травня 1913 «Новик» прибув у Штеттин. За 3 місяці завод виконав весь необхідний обсяг робіт: замінив котли, живлячі донки, вентиляторні машинки. Довжина носового котла збільшилася на 213 мм, а інших на 294 мм; паропродуктивність збільшилася на 15 %. Над котельним відділенням встановили кожух, так як висота нових котлів була вище колишніх на 325 мм. Водотоннажність збільшилася до 1296 тонн.
На ходових випробуваннях 21 серпня «Новик» легко досяг середньої швидкості за три попередніх пробіги у 36,92 вузла (1360 т., 42800 к. с.) і максимальної 37,3 вузла. 27 серпня відбулися офіційні випробування котлів і механізмів на повному ходу. Випробування визнали успішними: за три години середня швидкість склала 36,82 вузла (41980 к. с., водотоннажність на 141 т. більше нормального), найбільша — 37 вузлів. Середню швидкість на повному ходу погодилися вважати рівною 36,2 вузла. 29 серпня випробування визнали закінченими, а корабель — придатним до прийому в казну.

## Конструкція

### Загальний архітектурний вигляд
Головними відмінностями головного корабля від подальших серійних есмінців був чотиритрубний силует, дві надбудови і тривальна енергетична установка. В іншому — дві щогли, високий півбак, що тягнеться на чверть довжини корабля, суцільна головна палуба і палуба півбака —— він був подібний і був зразком для наступних есмінців.

### Корпус і надбудова
Корпус клепаний. Найбільша довжина 102,43 м, найбільша ширина 9,53 , подовження L: B = 10,75. Особлива увага при проектуванні була приділена до забезпечення поздовжньої міцності при хвилі довжиною 100 м і висотою 5 м. Для цього в наборі корпусу використовувалася високоміцна сталь з тимчасовим опором руйнування 55−70 кг/мм² і межею пружності 28 кг/мм².
Система набору змішана з довжиною шпації 560 мм. Лік шпангоутів — з корми в ніс. Головною особливістю конструкції корпусу було використання поздовжньої системи набору в районі котелень і машинних відділень (41-139 шп.), яку запропонував І. Г. Бубнов. Вона складалася з 8 мм вертикального кіля висотою 1050 мм з подвійними сталевими косинцями по верхній і нижній крайках, 2 днищевих і 1 бортового стрингера на кожному борту, по одному карлінгсу (350×1-1,5 мм) на борт. Вся ця конструкція в сукупності з 4-мм настилом другого дна і верхньої палуби, поздовжніми перегородками (3,5 м від діаметральної площини), 6-9 мм зовнішньою обшивкою і 11,5 мм палубним стрингером, утворювали досить жорстку конструкцію, яка могла протистояти подовжньому вигинальному моменту в будь-яких експлуатаційних умовах. Подвійне дно простягалося протягом головної енергетичної установки (41-139 шп.). Міждонний простір поділявся флорами на відсіки, що служили для зберігання палива. Поза машинно-котельних відділень вертикальний кіль, поступово зменшуючись, плавно переходив в вертикальний кований форштевень і фігурний литий ахтерштевень.
Поперечний набір складався з шпангоутів (подвійні косинці товщиною 6 мм, пов'язані між собою бракетами — 4,5-5—мм листи) і бімсів верхньої і житлової палуб (5-6 мм косинці). За поперечною схемою також набирався і півбак (4 мм обшивка і настил).
Непотоплюваність забезпечувалася 9-ю головними водонепроникними перегородками на 14, 41, 55, 75, 96, 117, 139, 159 шп. до верхньої палуби і на 175 шп. до палуби півбака. Крім того, ще 8 (на 20, 28, 37, 142, 146, 153, 165, 169 шп.) Доходили до житлової палуби в краях судна. Товщина листів: нижній пояс — 5 мм, верхній пояс — 3 мм.
Зовнішня обшивка складалася з 8 поясів, включаючи кільовий пояс і ширстрек. Товщина листів спадала від 9 мм у кільового пояса і 8,5 мм у ширстрека до 6 мм. З'єднання поясів заклепками в 3 ряди.
Носова надбудова складалася з носового містка, бойової та ходової рубки. Бойова рубка виконана з листів хромової сталі товщиною 12,7 мм (стінки) і 6 мм (дах). В районі компаса використовувалася маломагнітна сталь. Ходова (штурманська) рубка розташовувалася позаду бойової і виконувалася з 3-3,5 мм сталевих листів. Носовий місток розташовувався поверх бойової і ходової рубок, простягався на всю ширину корабля і підтримувався пілерсами, пов'язаними діагональними розпірками.
Кормова надбудова розташовувалася за четвертим димарем і мала помітно великі розміри, ніж у інших кораблів серії. У ній розміщувалися радіорубка і камбуз, обладнаний нафтовим опаленням. Крила кормового містка доходили до борта. Слід відзначити конструкцію радіорубки (за термінологією початку 20-го століття — радіотелеграфна або рубка бездротового телеграфу). Рубка була звукоізольована. Стіни і стеля з повітряним прошарком 45 мм з 3-х рядів 12-мм дощок з 10-мм прошарками повсті. Поверх внутрішніх дощок також 10-мм повсть. Підлога також мала 45-мм повітряний прошарок, далі два 25-мм шару дощок з 15-мм прошарком з пробки. Вся внутрішня поверхня — і підлога, і стіни, і стеля — покривалися лінолеумом. Для зменшення вібрації та нагрівання від механізмів підлогу радіорубки було піднято над машинним кожухом. Телефон для зв'язку з динамо розташовувався поза рубкою.
В ході капітального ремонту надбудови корабля піддалися переплануванню. Кормова надбудова була розширена за рахунок розміщення приміщень штабу дивізіону, поста боротьби за живучість. Радіорубка перенесена на місце перед переднім димарем. Розширили носовий місток і зробили його критим. Крім того замість звичайних щогл встановили триногі щогли.

### Енергетична установка
Есмінець «Новік» був першим російським кораблем з паротурбінною силовою установкою, яка працює тільки на рідкому паливі. Необхідно відзначити, що парові турбіни передбачалися і в проекті лінкорів типу «Севастополь», і крейсерів типу «Світлана», але на лінкорах опалення було чисто вугільним, а на крейсерах — змішаним.
Сама котлотурбінна установка корабля складалася з трьох парових турбін «Кертіс — А. Е. Г. Вулкан» і шести парових водотрубних котлів типу «Вулкан». Машинна установка повністю виготовлялася на заводі фірми «Вулкан» в Штеттині, Німеччина. Компонування ГЕУ лінійне — спочатку розташовувалися 6 котлів в трьох котельних відділеннях, а потім парові турбіни — 2 в носовому МВ і 1 в кормовому. Димарі котлів мали наступну компоновку: від котлів № 1 і № 6 у власні димові труби (перша і четверта відповідно), котли № 2—5 попарно в другу і третю. Парові турбіни прямої дії, тобто вал турбіни з'єднувався безпосередньо з гребним гвинтом (включаючи кілька проміжних валів). Кожен агрегат складався з турбіни високого тиску (ТВД), турбіни низького тиску (ТНД) та турбіни заднього ходу (ТЗХ). Всі складові частини розташовувалися на одному валу і в одному кожусі. За технічним завданням потужність ТЗХ повинна була складати не менше 35 % потужності турбін для руху вперед — ТПД (ТВД і ТНД). Загальна контрактна потужність 42000 к. с. (неофіційно до 42800 к. с.) при 640 об/хв, що дозволяло розвинути швидкість при форсуванні до 37,3 вузлів. Швидкість повного ходу складала 36 вузлів, економічного — 21 вузол. Турбіни передавали по валопроводах крутний момент на рушії — 3 трилопатевих бронзових гребних гвинти діаметром 2,4 м з кроком 2,3—2,2 м.
На кораблі використовувалися парові водотрубні котли трикутного типу — по два в кожному котельному відділенні. Продуктивність котлів по 50 т/год (котел № 1 — 40 т/год) — разом 290 т/год. Котли мали поверхню нагріву 850 м² (№ 1 — 720 м²) — загалом 4970 м². Котли давали пересичену пару під тиском 17 кг/см² при температурі 203 °C. Живлення котлів водою проводилося за допомогою поршневих живильних насосів — по два на КВ. Для живлення КВ з двома котлами встановлювалися насоси подвоєною потужності. Для підігріву живильної води застосовувалися підігрівачі системи «Норман» (по одному на КВ), які працювали на відпрацьованій («м'ятій») парі, і дозволяли підігрівати живильну воду до 60—80 °C перед її подачею в котел. Цистерни для живильної води (дві по 13 т) розташовувалися перед носовим котельним і позаду кормового машинного відділень.
Запас палива становив 351 т нафти, яка зберігалася в міждонних відсіках (42—139 шп.). Додаткове паливо могло прийматися в бортові цистерни (75—117 шп.) — загальний запас до 418 т. Запас ходу 740 миль на повній швидкості (34 вузли) і 1760 миль на економічній швидкості (21 вузол).

### Житлові умови
У порівнянні з есмінцями попередніх поколінь «Новик» мав зовсім інший, більш зручний розподіл житлових приміщень. Відмінність полягала в тому, що каюти командира, офіцерів і кают-компанія перебували під півбаком, в безпосередній близькості від носового містка, а також бойової та ходової рубок. Але в подальшому, збільшення екіпажу призвело до погіршення його побутових умов. Крім перерахованих вище приміщень до офіцерських відносилися буфет, ванна і офіцерський гальюн. З меблів кожна офіцерська каюта оснащувалася ліжком, шафою, складаним умивальником, письмовим столом, стільцем і вішалкою.
Нижні чини розташовувалися в двох кормових і одному носовому кубриках. Спальні місця були у вигляді рундуків, койок і гамаків. Валізи команди зберігалися в рундуках, а койкові сітки — на містках. Кондукторські приміщення розташовувалися в кормовій частині і були розраховані на 6 осіб та оснащені рундуками, які розміщувалися в два яруси, шафами для одягу та книг, обіднім столом, стільцями тощо.
Камбуз розташовувався під кормовим містком. Плити мали нафтове опалення. Крім того були офіцерська плита, командний самовар, шафи для провізії, стіл і полки. При модернізації і збільшенні чисельності команди і обладнання додаткових приміщень для штабу, камбуз також було розширено.
При обробці житлових приміщень борта обшивалися пробковими пластинами з повітряним прошарком, перебирання фарбувалися білою лаковою фарбою. Підлоги покривалися 5 мм лінолеумом, а в гальюні і ванних підлога — колотий мармур на цементі. Шафи, столи (як обідні так і письмові), рундуки і умивальники сталеві. Стільці гнуті букові, а решта меблів з ясена.

## Озброєння

### Артилерійське озброєння
Озброєння есмінця становили 4×102-мм (4-дюймових) швидкострільні гармати виробництва Обухівського заводу. Розташування гармат наступне: одна — в носовій частині перед містком (159 шп.), а 3 — в кормовій частині (14, 41, 56 шп.). Боєзапас становив по 160 унітарних артилерійських пострілів на ствол — разом 640. До початку Німецько-радянської війни боєзапас збільшили до 810 патронів. Патрони зберігалися у двох артилерійських погребах. Подача здійснювалася двома елеваторами, які приводилися в дію електромоторами або вручну. Додатковим озброєнням служили два—чотири 7,62-мм кулемети системи «Максим». Дві тумби перебували на носовому містку, дві — на верхній палубі у камбузної рубки. Боєзапас — 8100 патронів на ствол. Підсвічування цілей в нічний час здійснювалася бойовим 60-см прожектором фірми «Сперрі».
Для управління вогнем артилерії на кораблі встановлювалася система управління вогнем типу Гейслера. Вона складалася з двох приладів, які задають кут прицілу і цілика, які розміщувалися в бойовій рубці, і чотирьох комплектів приймальної апаратури у кожної з гармат. Крім того гармати оснащувалися дзвінками і ревунами для сигналізації моменту здійснення пострілу і залпу. Дистанція до цілі визначалася за допомогою 9-футового (база 2745 мм) стереоскопічного далекоміра фірми «Барр і Струд», який розташовувався на носовому містку на банкеті.
Зенітна артилерія була представлена 76,2-мм зенітною гарматою системи Лендера, яку встановили на юті взимку 1914-15 років. Боєзапас в 300 патронів розмістили в мінній коморі.
У ході ремонту змінилося розташування артилерії — збільшили кут піднесення гармат до 30° і переустановили три гармати за кормовою надбудовою (на 15, 28 і 35 шп.). Зенітна гармата Лендера залишилася на своєму місці — на юті. Також в носовій частині кормового містка встановили 37-мм автомат системи Максима. Надалі він був замінений на 45-мм напівавтоматичну гармату 21-К. У 1930-х роках до кулеметів Максима додали два 12,7-мм ДК. У 1940 році встановили ще одну зенітку Лендера (можливо) і повністю замінили склад зенітних кулеметів — тепер есмінець ніс 4 ДШК. Далекомір «Барра і Струд» залишили на колишньому місці і додали 1,5-м ДМ-1,5 на кормовому містку. Бойовий 60-см прожектор «Сперрі» був замінений на вітчизняний МПЕ-е 6,0 того ж діаметра.

### Мінно-торпедне та протичовнове озброєння
Торпедне озброєння корабля складалося з чотирьох двотрубних торпедних апаратів калібру 450 мм. Всі апарати розташовувалися в діаметральної площині: № 1, 2 і 3 послідовно між 1-ю і 4-ю трубами, а № 4 — між 3-ю і 4-ю гармататми. Торпеди зберігалися в апаратах, причому запасних торпед не передбачалося. Для завантаження торпед і їх подачі в апарати були переносні мінні балки з ручними лебідками. Зарядні відділення мін Уайтхеда зберігалися окремо в мінному погребі.
Незважаючи на незаперечну перевагу, яка пов'язана з більш ніж в дворазовим збільшенням торпед в залпі в порівнянні з кораблями попередніх типів, основним недоліком «Новіка» і наступних двох серій есмінців для Чорноморського флоту були якраз торпедні апарати. Двотрубні торпедні апарати Путилівського заводу мали такі недоліки: жорстко скріплені труби, неможливість спостереження за ціллю (відсутність муфти Дженні в зубчастій передачі), повільне механічне обертання апарата, конструкційний дефект затвора зарядника.
У процесі капітального ремонту торпедне озброєння було повністю замінено: кормової апарат № 4 було демонтовано, а решта три були замінені на тритрубні ТА зразка 1913 року, в якому були усунені основні недоліки двотрубного ТА, дозволивши такі можливості як залпова стрільба віялом по площах, регулювання швидкості обертання апарата (наявність муфти Дженні). У новому варіанті озброєння запасні торпеди також не передбачалися. Управління торпедною стрільбою здійснювалося за допомогою прицілів Михайлова М-1, які стояли на крилах містка. Також під час Першої світової війни була встановлена ПУТС фірми «Еріксон». Надалі при ремонтах спеціалізовані ПУТС на корабель не встановлювалися.
Згідно з ТТВ «Новик» міг приймати до 50 мін загородження, для постановки яких корабель вперше обладнали постійними рейками і мінними скатами. Крім того, на есмінці випробовувалися бортові мінні скати, встановлені на 121 шп. під кутом в 20° до траверзу у бік корми. Скати виступали за борт на 1,5 м під кутом 20°. Конструкція виявилася невдалою — швидкість корабля при постановці обмежувалася 24 вузлами замість 30 і більше при постановці мін з корми, крім того не виключалося потрапляння мін під гребні гвинти. Як протимінне озброєння в 30-х роках есмінець отримав два паравани-охоронці К-1.
Для боротьби з підводними човнами есмінець міг приймати до 10 глибинних бомб типів 4В-Б або 4В-М. Надалі їх замінювали на більш досконалі ББ-1 і БМ-1 (до 8 і 20 відповідно). Бомби зберігалися на верхній палубі на стелажах і скидалися за борт вручну (ранні типи) або за допомогою візків, розрахованих на 4 великі або 5 малих ГБ.

### Радіотехнічне озброєння і засоби зв'язку
Радіорубка на есмінці розташовувалася під кормовим містком. При вступі на службу корабель мав один довгохвильовий передавач типу «МВ» (Морського відомства) зразка 1911 р. потужністю 2 кВт і дальністю зв'язку до 200 миль, а також два лампових приймача з діапазоном 300—1900 м. Есмінець оснащувався також радіофоном потужністю 30 Вт.
Внутрішньокорабельний зв'язок здійснювався за допомогою переговорних труб, телефонів і дзвінків. Переговорні труби виготовлялися з червоно-мідних труб діаметром 45 мм з латунними розтрубами і свистками. Основні комунікації проходили з ходового містка і бойової рубки до гармат, ТА, в МВ, до рульової машини, до кормового містка, від гармат до погребів, з МВ до КВ. Телефонна мережа пов'язувала бойову рубку з носовим і кормовим містками, гарматами, прожекторами, радіорубкою, МВ та румпельним відділеннями. Каюта старшого механіка пов'язувалася з МВ і КВ. Крім того бойова рубка пов'язувалася з салоном командира дивізіону, кабінетом командира, кают-компанією і канцелярією.
Світло-візуальний зв'язок здійснювався за допомогою сигнального прожектора на майданчику фок-щогли, ліхтарів системи Семенова, ліхтарів системи «Ратьєр», стереотруб СТБ, денних і нічних біноклів, сигнальних прапорів і сигнальних ракет.
Під час модернізацій засоби зв'язку постійно вдосконалювалися. У 1931—1932 роках на «Новика» встановили систему приймально-передавальної радіоапаратури «Блокада-1», а в ході другого капітального ремонту в 1937—1940 рік роках — вдосконалену систему «Блокада-2». Була у наявності радіотелефонна УКХ станція «Рейд».

### Штурманське озброєння
Штурманське озброєння корабля складався з 3-х 5-дюймових (127-мм) магнітних компасів з пеленгаторними пристроями, секстанта, хронометрів і інструмента прокладки курсу. Головний магнітний компас на високому нактоузі розташовувався по центру ходового містка. Шляхові компаси поруч зі штурвалами на містку і в бойовій рубці. В наявності було також два 75-мм шлюпочних компаси. Глибина вимірювалася механічним лотом Томсона, а також ручними лотами. Швидкість вимірювалася вертушечним лагом Уокера. Пости управління перебували на містках і в бойовій рубці.
У 1931 році на «Новику» пройшли випробування першого радянського гірокомпаса «ГУ марка 1», репітери якого вивели в усі пости керування кораблем. Вертушечний лаг був замінений на електромеханічний «ГО марка-III».

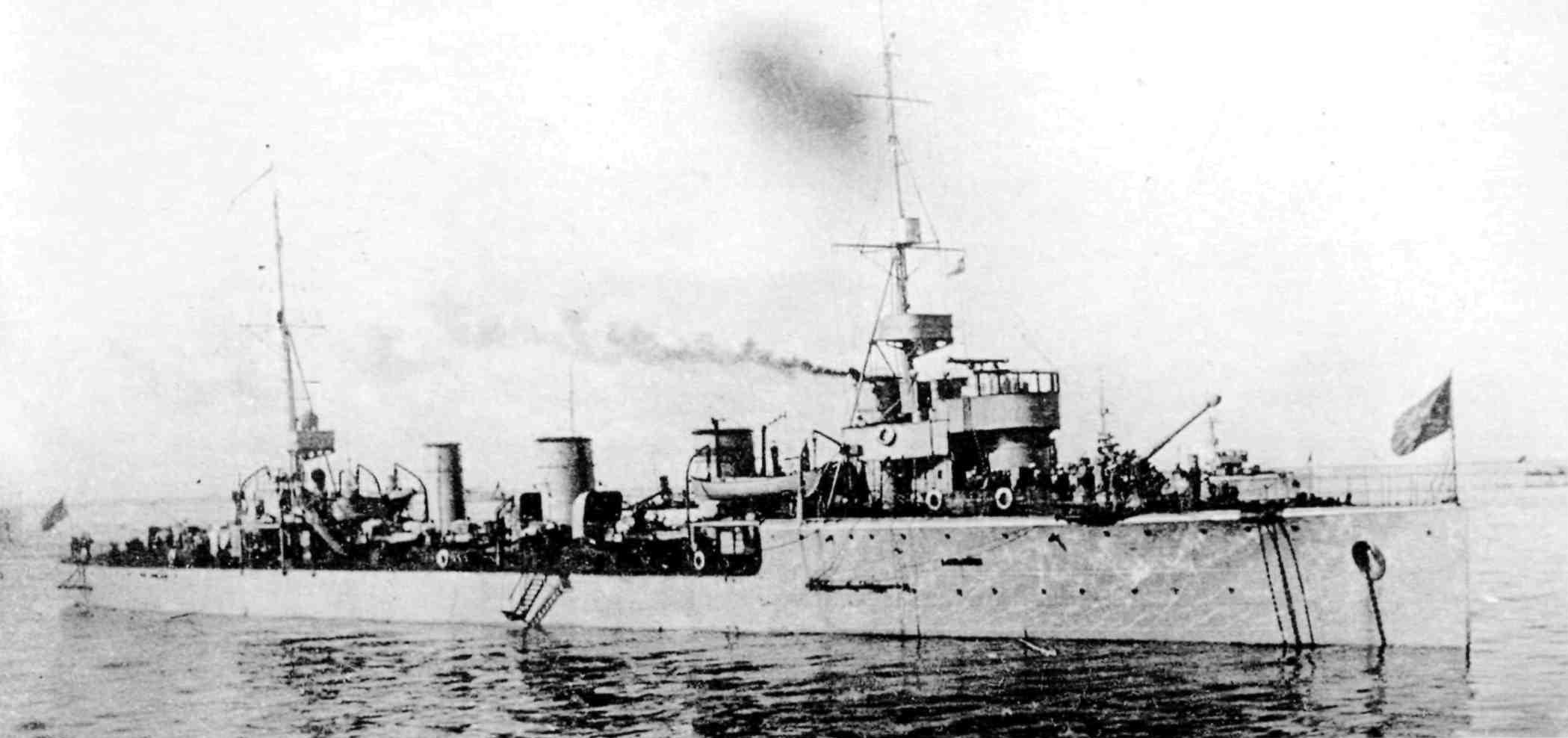
«Яків Свердлов» 1927—1941

## Історія служби

### Служба в Російському Імператорському Флоті
На початок Першої світової війни був єдиним сучасним есмінцем в БФ і числився в бригаді крейсерів. 18 липня 1914, ще до початку бойових дій, в складі бригади в районі м. Дагерорту прикривав постановку центральної мінної загорожі. 19—21 і 26 серпня, виходив в море на розвідку і пошук кораблів противника.
З настанням довгих темних ночей, командувач Балтійським флотом М. О. Ессен вирішив провести мінні постановки біля берегів противника. Для цих цілей було виділено «Новик» і напівдивізіон особливого призначення (есмінці «Пограничник», «Стрілець», «Генерал Кондратенко», «Мисливець»). Причому «Новик» повинен був діяти самостійно, ставлячи міни в Данцизькій бухті, на захід від банки Штольпе.
З 4 по 16 жовтня кілька разів виходив на постановку, але операція кожен раз відкладалася. 18 жовтня о 7:30 вийшов спільно з напівдивізіоном на постановку в район Мемеля. Але через шторм і сильну бортову качку (до 36°), змушений був знизити швидкість, а потім лягти на зворотний курс. 19 жовтня разом з напівдивізіоном повернувся в Моонзунд. 23 жовтня і 10 листопада знову брав участь в мінних постановках. В результаті на мінах підірвалися кілька кораблів. 2 грудня повертаючись з чергової скасованої операції, в Ревелі, при швартуванні до мінзага «Нарова» вдарився у борт загороджувача і погнув форштевень. З 4 по 18 грудня ремонтувався в доці в Гельсінгфорсі.
У ході кампанії 1915 року мінні постановки продовжилися (Ірбенська протока, район Лібави). Здійснював діяльність щодо запобігання прориву німецького флоту в Ризьку затоку (постановка мін, дозорна служба). 4 серпня 1915 року вступив у бій з двома новітніми німецькими есмінцями «V-99» і «V-100», що прорвалися через загородження, артилерійським вогнем завдав їм серйозні ушкодження. «V-99», пошкоджений вогнем «Новіка», підірвався на мінах, викинувся на берег біля Михайлівського маяка і через 2 години був підірваний командою. Протягом липня — вересні 1915 року здійснював прикриття ЛК «Слава». 15 — 21 вересня проходив ремонт в доці, де виправляв гвинти, пошкоджені 4 серпня вибухом 305-мм снаряда за кормою. 29—30 жовтня і 22—23 листопада спільно з ЛК «Гангут» і «Петропавловськ» здійснював прикриття 1-ї БР КР по постановці мінного загородження у о. Готланд. Брав участь у набігу на німецькі дозорні кораблі в центральній Балтиці.
У червні 1916 року «Новик» взяв участь в нападі російських кораблів на німецькі транспорти із залізною рудою в Норчепінзькій бухті, коли спільно з есмінцями «Гром» і «Побєдитель» вперше провели залпову стрільбу торпедами по площі і потопили транспорт «Герман».
26 червня 1916 року при переході у Гельсінгфорс у Наргена на швидкості 17 вузлів вискочив на камені по 1-е МВ. ЕМ був знятий криголамом «Петро Великий» лише з третьої спроби і відбуксирований у Гельсінгфорс, де встав на ремонт в Сандвікський док до 13 серпня. З 22 серпня і до кінця кампанії перебував у Моонзунді. 17 і 22 вересня виходив на пошук ПЧ противника, але безрезультатно. На початку жовтня здійснив мінну постановку у маяка Стейнорт, а також пошук німецьких міноносців в районі плавучого Саричіського маяка. 2 листопада разом з ЕМ Десна перейшов в Рогокюль.

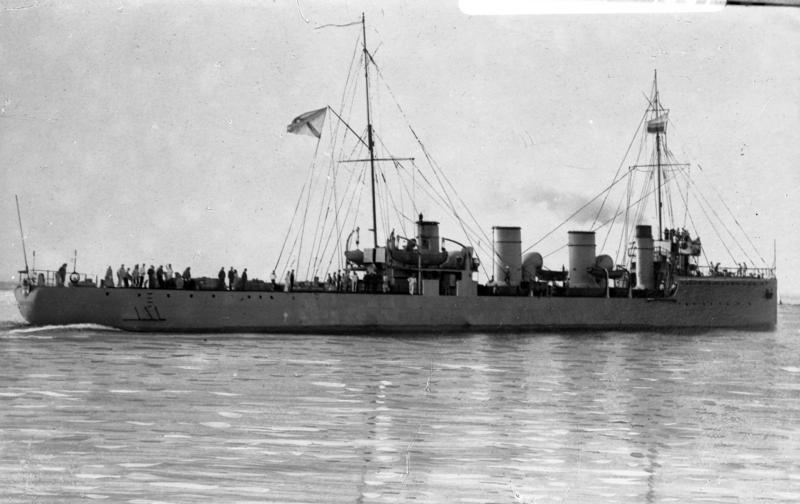

Протягом травня 1917 року стає флагманським кораблем мінної дивізії БФ. Брав участь в обороні Моонзундського архіпелагу. У листопаді 1917 року перейшов в Петроград для проведення капітального ремонту. 25 жовтня 1917 увійшов до складу Червоного БФ. 9 вересня 1918 року виведен з бойового складу і здан Петроградському порту на довготривале зберігання.

### Служба в період між війнами
Після закінчення Першої світової і громадянської воєн постало питання про відновлення армії і флоту. Ще в березні 1921 року X з'їзд РКП(б) ухвалив рішення про відродження і зміцнення флоту. 29 жовтня 1924 року РПО СРСР затвердив доповідь Вищої урядової комісії про виділення коштів на добудову і капітально-відновлювальні ремонти частини ЕМ, в тому числі і «Новика».
Есмінець пройшов ремонт з 1 грудня 1926 року по 30 серпня 1929 на Північній суднобудівної верфі. У ході ремонту було ухвалено рішення про переробку «Новика» в штабний корабель дивізіону, що вимагало збільшення житлових і службових приміщень, виготовлення нових надбудов. Чотири двотрубних торпедних апарати були замінені на три тритрубних. Модернізація викликала істотне збільшення водотоннажності: стандартне — 1771 т, повне — 1951 т.
Тоді ж есмінець перейменовано на «Яків Свердлов» — на честь партійного і державного діяча Я. М. Свердлова.

### Фінська і німецько-радянська війни
У 1940 році корабель пройшов другу модернізацію, в результаті якої було збільшено його водотоннажність і посилена вогневу міць.
Перед німецько-радянською війною есмінець входив до складу загону навчальних кораблів Вищого військово-морського училища імені М. В. Фрунзе, а з початком війни включений в 3-й дивізіон есмінців ескадри Балтійського флоту.
На початку війни здійснював завдання ескортування, прикриття дій різнорідних сил флоту, пошуку кораблів і підводних човнів супротивника, а також вогневої підтримки сухопутних військ. Деякий час в липні 1941 року був флагманським кораблем флоту (ФКП — флагманський командний пункт).
Під командуванням капітана 2 рангу А. М. Спиридонова брав участь у прориві радянських кораблів з Таллінна в Кронштадт, де входив до складу загону головних сил. О 5:00 28 серпня 1941 року разом з есмінцями ар'єргарду направлений у Мінну гавань для евакуації захисників міста. У поході слідував на лівому траверзі крейсера «Кіров». О 20:47 «Яків Свердлов» підірвався на міні, переламався навпіл і затонув в 10 милях від о. Мохни. З екіпажу і пасажирів загинуло 114 осіб.

## Командири
- Капітан 2 рангу Д. М. Вердеревский (1911 рік—20 січня 1914 року)
- Капітан 2 рангу П. П. Палецкий (20 січня 1914 року—27 квітня 1915 року)
- Капітан 2 рангу М. А. Беренс 2-й (27 квітня 1915 року—28 листопада 1916 року)
- Капітан 2 рангу О. К. Пілкін (28 листопада 1916 року—1917 рік)
- Г. П. Граф 1917 г.
- М. Ю. Рибалтовський 1918-?
- І. П. Шабельський 1927—1931.
- В. І. Іванов (1934 рік)
- В. П. Трібуц (грудень 1934 року—грудень 1936 року)
- Капітан 2 рангу А. М. Спірідонов (1940 рік—серпень 1941 року)[7].